# Oceanites
Oceanites é um género de aves marinhas da família Oceanitidae.
Este género contém as seguintes espécies:
- Oceanites gracilis
- Oceanites oceanicus
- Oceanites maorianus